# 아버지가 미안하다
《아버지가 미안하다》는 TV조선에서 2012년 1월 23일에 3회 연속 방영된 설 특집드라마이다.

## 등장 인물
- 김영철 : 용만 역
- 양희경 : 순주 역
- 이민우 : 동식 역
- 박시은 : 혜리 역
- 신은정 : 희숙 역
- 윤다훈 : 영훈 역
- 정준 : 동수 역
- 이영은 : 경애 역
- 허영란 : 희경 역

## 시청률
| 회차  | 방송일          | AGB닐슨 시청률 |
| ----- | --------------- | -------------- |
| 제1회 | 2012년 1월 23일 | 1.364%         |
| 제2회 | 2012년 1월 23일 | 1.662%         |
| 제3회 | 2012년 1월 23일 | 1.440%         |